# A Haber
A Haber ist ein türkischer privater Nachrichtensender mit Sitz in Beşiktaş in Istanbul. Er wird auf Türksat (42.0° Ost) ausgestrahlt.

## Geschichte
Am 24. April 2011 begann der Testbetrieb und am 25. April 2011 der normale Sendebetrieb.
2011 hatte der Sender die Übertragungsrechte für die Copa América 2011 und übertrug alle Spiele, wie auch das Finale des italienischen Supercups 2011, in HD-Qualität. Der Sender übertrug auch einige Spiele des Türkischen Fußballpokals in der Saison 2011–2012 live.
Bis zum 28. November 2015 erhielt der Sender wegen seiner Berichterstattung über die türkischen Parlamentswahlen im November 2015 vom Hohen Wahlausschuss (YSK) und dem Obersten Rat von Radio und Fernsehen RTÜK in insgesamt 60 Fällen Geldstrafen und Verfügungen zur Programmunterbrechung.

## Sender
A Haber gehört wie der ebenfalls türkeiweite Sender ATV der zweitgrößten Mediengruppe der Türkei, zur Turkuvaz A.Ş. Diese wiederum gehört zur Çalık Holding von Ahmet Çalık, der den Sender 2011 gründete. Der leitende Chefredakteur des Senders ist Şefik Çalık.
Im Jahr 2019 stellte ein von İsmet Demirdöğen verfasster Bericht des (RTÜK) fest, dass die Programme von a Haber und anderer Sender die Regierungsparteien AKP (der Erdoğan angehört) und MHP unterstützen. Kritiker werfen dem Sender vor, eine einseitige sowie tendenziöse Berichterstattung zu betreiben und oppositionelle Stimmen zu marginalisieren. Dies hat zu Vorwürfen geführt, dass der Sender nicht unabhängig ist und die Regierungslinie propagiert.

## Hauptsendungen, Moderatoren und Themen
1. Arka Plan (Hintergrund)
  - Moderator: Banu El
  - Themen: Detaillierte Analysen und Hintergrundinformationen zu aktuellen politischen und gesellschaftlichen Ereignissen.
2. A Haber Gece (A Haber Nacht)
  - Moderator: Sinan Tatlı
  - Themen: Zusammenfassung der wichtigsten Nachrichten des Tages, mit besonderem Fokus auf späten Abendnachrichten.
3. Ajans Yeni Gün (Agentur Neuer Tag)
  - Moderator: Sinan Tatlı
  - Themen: Morgennachrichten und aktuelle Ereignisse, die den Tag prägen werden.
4. Sabah Ajansı (Morgenagentur)
  - Moderator: Tahir İnan
  - Themen: Frühmorgennachrichten, Wetterberichte und Verkehrsinformationen.
5. Ajans Bugün (Agentur Heute)
  - Moderator: Merve Tepe
  - Themen: Tagesaktuelle Nachrichten und Berichte über wichtige Ereignisse des Tages.
6. Ajans (Agentur)
  - Moderator: Can Okanar
  - Themen: Allgemeine Nachrichten und Berichterstattung über nationale und internationale Ereignisse.
7. Ajans Gün İçi (Agentur Tagsüber)
  - Moderator: Banu El
  - Themen: Nachrichten und Berichte, die tagsüber aktualisiert werden, mit Fokus auf aktuelle Entwicklungen.
8. Akşam Ajansı (Abendagentur)
  - Moderator: Hikmet Öztürk
  - Themen: Zusammenfassung der wichtigsten Nachrichten des Tages und Berichte über abendliche Ereignisse.
9. Gece Ajansı (Nachtagentur)
  - Moderator: Gökhan Kurt
  - Themen: Spätnachrichten und Analysen der Ereignisse des Tages.